# バゴー地方域

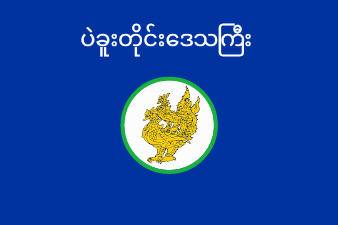
旗

バゴー地方域（—ちほういき）はミャンマーの行政区画である。

## 地理
ミャンマーの南部に位置し、北はマグウェ地方域、マンダレー地方域、東はカレン州、モン州、南はヤンゴン地方域、エーヤワディ地方域、西はラカイン州に接する。東はアンダマン海に面する。

## 隣接行政区画
- ヤンゴン地方域
- エーヤワディ地方域
- ラカイン州
- マグウェ地方域
- マンダレー地方域
- カレン州
- モン州

## 行政区画
バゴー地方域は４つの行政区画に分けられている。地方域の首都はバゴー（旧称は「ペグー」）で、ミャンマー第四の都市である。その他、タウングー（旧称は「トングー」）とピイがある。
| No. | 地区名             |  |
| --- | ------------------ |  |
| 1.  | バゴー県           |  |
| 2.  | ピイ県             |  |
| 3.  | タウングー県       |  |
| 4.  | ターラーワディー県 |  |